# Adriaen van Diest

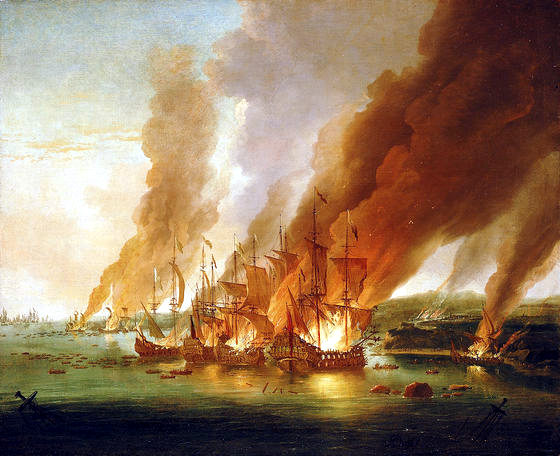
La bataille de La Hougue, aujourd'hui au National Maritime Museum à Greenwich

Adriaen van Diest né à La Haye le 12 décembre 1655 et mort en 1704 à Londres, est un peintre hollandais du XVIIe et XVIIIe siècles.

## Biographie
Il est le fils de Jeronymus van Diest, un peintre de scènes maritimes, auprès duquel il apprend son art. À l'âge de dix-sept ans, il part pour Londres, où il est employé par Granville, comte de Bath, pour qui il peint plusieurs paysages et ruines de l'ouest de l'Angleterre. Il peint également des portraits, mais il n'obtient que peu de reconnaissance, bien que ses tableaux, et en particulier ses paysages, soient d'une grande qualité. Ainsi, Horace Walpole dira que la collection rassemblée par Sir Peter Lely comptait pas moins de sept Van Diest.
Il peint plusieurs paysages de ses propres créations, dans un style léger et magistral. Van Diest meurt à Londres en 1704.

## Sources et bibliographie
- (en) Cet article est partiellement ou en totalité issu de l’article de Wikipédia en anglais intitulé « Adriaen van Diest » (voir la liste des auteurs).